# Camarsac
Camarsac (en francès Camarsac) és un municipi francès situat al departament de la Gironda i a la regió de la Nova Aquitània.

## Demografia
| 1962                                       | 1968 | 1975 | 1982 | 1990 | 1999 | 2007 |
| ------------------------------------------ | ---- | ---- | ---- | ---- | ---- | ---- |
| 415                                        | 420  | 543  | 766  | 743  | 771  | 913  |
| Des de 1962: població sense dobles comptes |      |      |      |      |      |      |

## Administració
| Període | Identitat | Partit | 2001- | Bernard Cros |  |

## Agermanaments
- Fuendejalón